# Beaverdam
Beaverdam è un comune degli Stati Uniti d'America, situato nello Stato dell'Ohio, nella contea di Allen.